# آيس كمبات 04: شاتيرد سكايز
آيس كمبات 04: شاتيرد سكايز (بالإنجليزية: Ace Combat 04: Shattered Skies)، هي الدفعة الرئيسية الرابعة من سلسلة ألعاب إيس كمبات، وهي لعبة من نوع محاكاة المقاتلة الجوية، التي طورتها ونشرتها شركة نامكو في الأسواق العالمية بين عامي 2001 و2002، حصرياً على منصة بلاي ستيشن 2.

## اللعب
يتولى اللاعب دور الطيار المقاتل من خلال 18 مهمة قصة وشاشة مقسمة مقابل الوضع. تتميز كل مهمة بأهداف مختلفة بما في ذلك القتال الجوي والهجوم الأرضي ومرافقة الوحدات الصديقة، إلى جانب التعليقات الإذاعية المصاحبة (المسجلة بواسطة طيارين مقاتلين في العالم الحقيقي).  طائرة اللاعب مسلحة بمدفع رشاش وصواريخ قياسية يمكنها الوصول إلى الأهداف الجوية والبرية والبحرية.  يمكن أيضًا تجهيز الأسلحة الخاصة بما في ذلك صواريخ جو-جو، وصواريخ جو-أرض، والصواريخ، والقنابل، على الرغم من أن توفرها يعتمد على كل طائرة. في نهاية كل مهمة، يتم تصنيف اللاعبين حسب أدائهم ويتم منحهم أرصدة لشراء طائرات جديدة وأسلحة خاصة. اللاعب لديه فرصة شراء 21 طائرة مختلفة، حقيقية وخيالية، مثل المقاتلات والمهاجمين والمعترضات والمتعددة الأدوار ومقاتلات التفوق الجوي. تحتوي كل طائرة على مخططين بديلين للطلاء يتم الحصول عليهما من خلال إسقاط إرسالات العدو المخبأة في كل مهمة. طريقة اللعب أبسط وأكثر توجهاً نحو العمل من ألعاب محاكاة الطيران القتالية الأخرى. تحمل طائرة اللاعب ذخيرة أكثر بكثير من الطائرة الحقيقية ولديها وقود غير محدود. يمكن اختيار مستويات صعوبة متعددة تحدد عدد الأعداء ومهارة الذكاء الاصطناعي وحدود الضرر لكل من اللاعبين والأعداء. في الصعوبات الأسهل، يمكن للاعب أن ينجو من عدة ضربات صاروخية، بينما في الصعوبة الأصعب يمكن لصاروخ واحد أن يدمر طائرة اللاعب.